# معركة العوجة
معركة العوجة، والتي تُدعى أيضاً بمعركة نيتسانا، كانت اشتباكاً عسكرياً بين الجيش الإسرائيلي و‌الجيش المصري داخل وحول العوجة، وهي قرية صغيرة على الحدود المصرية الفلسطينية. دارت في 26–27 ديسمبر 1948، كجزء من عملية حوريب، وهي حملة إسرائيلية لطرد جميع القوات المصرية من البلاد. كانت أول مرحلة من العملية هي الاستيلاء المتزامن على 18 موقعاً مصرياً في طريق بئر السبع-العوجة، والتي تتضمّن 7 في محيط العوجة.
بدأت المرحلة الثالثة والأخيرة من حرب 1948 العربية الإسرائيلية في 15 أكتوبر، 1948، عندما أطلقت «إسرائيل» العملية يوآف على الجبهة الجنوبية. بينما حقق الإسرائيليون مكاسب تكتيكية واستراتيجية كبيرة في عملية يوآف، لم يتغير الوضع السياسي كثيراً.

## خلفية
العوجة، المعروفة أيضاً باسم عوجة الحفير. كانت مركزاً إدارياً شيدته الإمبراطورية العثمانية على الحدود المصرية الفلسطينية بين عامي 1908 و1915. كانت أيضًا المحطة الأخيرة للقطار الجنوبي العثماني في فلسطين الذي امتد إلى القصيمة في شبه جزيرة سيناء.

## مقدمة
تألفت الحامية المصرية من كتيبة مشاة مسلحة، المدعمة بمدفعية جبلية عيار 3.7. كانت دفاعات العوجة مركزة في الشرق، بمواجهة بئر السبع لأن الطريق الشمالي الغربي من وادي العوجة كان منيعاً. قرّر الإسرائيليون بالتالي الهجوم من الواد.
في ليلة 24 ديسمبر أو 25 ديسمبر، أعد المهندسون الإسرائيليون طريقاً رومانياً قديماً من الخلصة إلى الرحيبة، شمال غرب العوجة. ومع ذلك، لم تكن أجزاء من طريق الحركة المخططة جاهزة. غادرت قوات اللواء الثامن وهاريل الرحيبة الساعة 18:00 يوم 25 ديسمبر واتجهت غرباً في وادي الأبيض شمال العوجة. لم يتم إنجاز أي أعمال هندسية في آخر 3 كم من الوادي، وواجهت اللواء تأخيرًا في تقدمه.
لقد خرجوا من هذه الورطة بواسطة الجرارات في صباح 26 ديسمبر، مجموعة من ضمنها الكتيبة 88 وسرية من لواء «هاريل»، اتجهوا شمالاً لسدّ التعزيزات المحتملة من ممر «غزة»، بينما اتجه البقية جنوباً إلى «العوجة». عند الساعة 7:00، قصفت طائرة «هارفرد» الإسرائيلية «العوجة»، وأسقطت 16 كيلو من القنابل، لتنبه المصريين بالهجوم الوشيك.

## المعركة
تقدم الإسرائيليون في صفين: الكتيبة 82 في الغرب عبر وادي العوجا والكتيبة 89 في الشرق عبر طريق رفح - العوجا. بدأت المعركة في الساعة 14:00 يوم 26 ديسمبر، عندما هاجمت الكتيبة 82 واستولت على الموقع 3.

## حواشي
1. ↑  Skolnik, Yaakov (10 أبريل 2007). "Naburiya Synagogue and Nitzana Farm". Ynetnews. Ynet. مؤرشف من الأصل في 2020-08-09. اطلع عليه بتاريخ 2010-04-07.
2. ↑  Cotterell (1984), p. 14
3. ↑  Morris (2008), p. 362
4. ↑  Lorch (1998), p. 602
5. ↑  Yitzhaki (1988), p. 145
6. 1 2  Wallach (1978), p. 64
7. ↑  Yitzhaki (1988), p. 146
8. Wallach (1978), p. 54
9. Wallach (1978), p. 62
10. Wallach (1978), p. 65
11. Herzog and Gazit (2004), p. 100
12. Lorch (1998), p. 605
13. Lorch (1998), p. 606
14. Lorch (1998), p. 607
15. Love (1969), p. 108
16. Morris (2008), p. 358
17. Morris (2008), p. 363
18. Sharif (1954), p. 113
19. Sharif (1954), p. 114
20. Yitzhaki (1988), p. 147
21. Yitzhaki (1988), p. 148